# Rafael Velásquez
Rafael Velásquez (* 6. Januar 1930 in El Sombrero; † 2009) war ein venezolanischer Trompeter und Flügelhornist, der unter dem Namen El Gallo bekannt war.
Velásquez nahm in den 1950er Jahren im Caracas Jazz Club an Jam-Sessions, Jazzkonzerten und -festivals teil. Er spielte im Orchester von Luis Alfonzo Larrain und nahm mit dem Orquesta Casablanca das Album South American Brothers (1956, von John La Porta) auf, das als erstes Jazzalbum Venezuelas bekannt wurde.
In den 1960er Jahren spielte er mit dem Orchester von Frank Hernández ("El Pavo") und in den 1970er Jahren mit dem Salsa-Orchester El Trabuco Venezolano. Er gab ein Konzert mit Eumir Deodato im Poliedro de Caracas und trat in der Juan Sebastián Bar, dem Jazztempel von Caracas, auf. Seit den 1950er Jahren wirkte er an zahlreichen Plattenaufnahmen u. a. mit Frank Hernández, Federico Britos Ruiz, Alberto Naranjo und Luz  Marina mit. 1995 erschien sein einziges Soloalbum El Gallo (mit Héctor Velásquez, Posaune; José Velásquez, Kontrabass; Ramón Carranza, Tenorsaxophon; José Rodríguez, Trompete; Alberto Lazo (Klavier); Iván Velásquez, Schlagzeug).